# Idalus critheis
Idalus critheis là một loài bướm đêm thuộc phân họ Arctiinae, họ Erebidae.